# Thế giới Ả Rập
Thế giới Ả Rập (tiếng Ả Rập: العالم العربي al-‘ālam al-‘arabī; chính thức: quê hương Ả Rập, الوطن العربي al-waṭan al-‘arabī), còn gọi là dân tộc Ả Rập (الأمة العربية al-ummah al-‘arabīyah) hoặc các quốc gia Ả Rập, hiện gồm có 22 quốc gia nói tiếng Ả Rập thuộc Liên đoàn Ả Rập. Lãnh thổ của các quốc gia Ả Rập trải dài từ Đại Tây Dương tại phía tây đến biển Ả Rập tại phía đông, và từ Địa Trung Hải tại phía bắc đến Sừng châu Phi và Ấn Độ Dương tại phía đông nam. Tổng dân số thế giới Ả Rập là khoảng 422 triệu người theo số liệu năm 2012, trên một nửa trong số đó dưới 25 tuổi.
Trong thời Trung đại, thế giới Ả Rập đồng nghĩa với các đế quốc Ả Rập trong lịch sử. Chủ nghĩa dân tộc Ả Rập trỗi dậy vào nửa cuối của thế kỷ 19, cùng với các phong trào dân tộc chủ nghĩa khác bên trong Đế quốc Ottoman. Liên đoàn Ả Rập được thành lập vào năm 1945 nhằm đại diện cho lợi ích của nhân dân Ả Rập và đặc biệt là theo đuổi thống nhất chính trị các quốc gia Ả Rập; một kế hoạch được gọi là chủ nghĩa liên Ả Rập.

## Định nghĩa
Biểu hiện ngôn ngữ và chính trị cố hữu trong thuật ngữ Ả Rập thường chiếm ưu thế so với mối quan tâm về dòng dõi. Trong các quốc gia Ả Rập, tiếng Ả Rập tiêu chuẩn hiện đại là ngôn ngữ duy nhất được chính phủ sử dụng. Ngôn ngữ của một quốc gia riêng biệt được gọi là Darija, có nghĩa là "ngôn ngữ thường nhật/thông tục." Darija chia sẻ phần lớn từ vựng với tiếng Ả Rập tiêu chuẩn, song nó cũng vay mượn đáng kể từ nền Berber (Tamazight), cũng như ở mức độ rộng rãi hơn là từ tiếng Pháp, ngôn ngữ của những người thực dân trước kia tại Maghreb. Darija được nói và hiểu lẫn nhau tại các quốc gia Maghreb ở mức độ khác nhau, đặc biệt là Maroc, Algeria và Tunisia, song không thể hiểu được đối với người nói các phương ngữ Ả Rập khác, chủ yếu là đối với những người tại Ai Cập và Trung Đông.

### Định nghĩa lãnh thổ tiêu chuẩn
Mặc dù không có định nghĩa được toàn cầu chấp thuận về thế giới Ả Rập, song toàn bộ các quốc gia thành viên của Liên đoàn Ả Rập thường được thừa nhận là bộ phận của thế giới Ả Rập.
Liên đoàn Ả Rập là một tổ chức khu vực có mục tiêu (cùng những điều khác) là xem xét một cách tổng quát các sự vụ và lợi ích của các quốc gia Ả Rập và xác định định nghĩa sau đây về một người Ả Rập:
Một người Ả Rập là một cá nhân có ngôn ngữ là tiếng Ả Rập, là người sống tại một quốc gia Ả Rập, và là người đồng tình với các khát vọng của nhân dân Ả Rập.

Định nghĩa lãnh thổ tiêu chuẩn này đôi khi được nhìn nhận là không thích hợp hoặc là mơ hồ, và có thể bổ sung các yếu tố phụ nhất định.

#### Quốc gia thành viên Liên đoàn Ả Rập
| - Ai Cập (tiếng Ả Rập: مصر Miṣr) - Algeria (tiếng Ả Rập: الجزائر al-Jazā’ir) (Tamazight là một ngôn ngữ chính thức khác, tiếng Pháp được sử dụng trong giáo dục, sinh hoạt thường nhật và kinh doanh) - Ả Rập Xê Út (tiếng Ả Rập: المملكة العربية السعودية al-Mamlakah al-‘Arabīyah as-Sa‘ūdīyah) - Bahrain (tiếng Ả Rập: البحرين al-Baḥrayn) - Comoros (tiếng Ả Rập: جزر القمر Juzur al-Qamar) (tiếng Comoros và tiếng Pháp là các ngôn ngữ chính thức) - Các Tiểu vương quốc Ả Rập Thống nhất (tiếng Ả Rập: الإمارات العربيّة المتّحدة al-Imārāt al-‘Arabīyah al-Muttaḥidah) - Djibouti (tiếng Ả Rập: جيبوتي Jībūtī) (tiếng Pháp là một ngôn ngữ chính thức khác) | - Iraq (tiếng Ả Rập: العراق al-‘Irāq) (tiếng Kurd là một ngôn ngữ chính thức khác (thiểu số)) - Jordan (tiếng Ả Rập: الأردن al-Urdun) - Kuwait (tiếng Ả Rập: الكويت al-Kuwayt) - Liban (tiếng Ả Rập: لبنان Lubnān) (tiếng Pháp có một vị thế đặc biệt) - Libya (tiếng Ả Rập: ليبيا Lībyā) - Mauritania (tiếng Ả Rập: موريتانيا Mūrītānyā) - Maroc (tiếng Ả Rập: المغرب al-Maghrib) (Tamazight là ngôn ngữ chính thức khác, tiếng Pháp được sử dụng trong giáo dục, sinh hoạt thường nhận và kinh doanh) - Oman (tiếng Ả Rập: عمان ‘Umān) | - Palestine (tiếng Ả Rập: فلسطين Filasṭīn) - Qatar (tiếng Ả Rập: قطر Qaṭar) - Somalia (tiếng Ả Rập: الصومال aṣ-Ṣūmāl) (tiếng Somalia là ngôn ngữ chính thức khác) - Sudan (tiếng Ả Rập: السودان as-Sūdān) (tiếng Anh là ngôn ngữ chính thức khác (thiểu số)) - Syria (tiếng Ả Rập: سوريا Sūryā) - Tunisia (tiếng Ả Rập: تونس Tūnis) (tiếng Pháp được sử dụng trong giáo dục, sinh hoạt thường nhật và kinh doanh) - Yemen (tiếng Ả Rập: اليمن al-Yaman) |
| --- | --- | --- |

### Định nghĩa ngôn ngữ lệ thuộc
Theo một sự thay thế hoặc kết hợp với định nghĩa lãnh thổ tiêu chuẩn, thế giới Ả Rập có thể được định nghĩa là gồm các dân tộc và nhà nước liên kết với ít nhất là một mức độ nhất định về tính lân cận ngôn ngữ, văn hoá hoặc địa lý Ả Rập, hoặc những nhà nước và lãnh thổ có đa số cư dân nói tiếng Ả Rập, và do đó có thể bao gồm các cộng đồng người Ả Rập hải ngoại.
Khi một định nghĩa ngôn ngữ lệ thuộc được sử dụng kết hợp với định nghĩa lãnh thổ tiêu chuẩn, các thông số khác nhau có thể được áp dụng để quyết định một nhà nước hay lãnh thổ có nên được đưa vào nội hàm định nghĩa thay thế về thế giới Ả Rập hay không. Những thông số này có thể áp dụng cho các nhà nước và lãnh thổ của Liên đoàn Ả Rập (theo định nghĩa tiêu chuẩn) và cho các nhà nước và lãnh thổ khác. Các thông số đặc trưng có thể áp dụng gồm: Tiếng Ả Rập có được nói rộng rãi hay không, tiếng Ả Rập có phải là một ngôn ngữ chính thức hoặc quốc gia hay không; hoặc tiếng có gốc Ả Rập có được nói rộng rãi hay không.
Các phương ngữ Ả Rập được nói tại một số nhà nước trong Liên đoàn Ả Rập, song tiếng Ả Rập văn chương là ngôn ngữ chính thức của toàn bộ các quốc gia trong Liên đoàn. Một số nhà nước tuyên bố tiếng Ả Rập là ngôn ngữ chính thức hoặc quốc gia, song tiếng Ả Rập hiện không được nói rộng rãi tại đó. Tuy nhiên, do là thành viên của Liên đoàn Ả Rập nên họ được nhìn nhận là bộ phận của thế giới Ả Rập theo định nghĩa lãnh thổ tiêu chuẩn.
Somalia hiện có hai ngôn ngữ chính thức là tiếng Ả Rập và tiếng Somalia, cả hai đều thuộc ngữ hệ Phi-Á. Tiếng Ả Rập được nhiều cư dân tại phía bắc và các khu vực đô thị tại phía nam nước này nói rộng rãi, song tiếng Somalia là ngôn ngữ được sử dụng phổ biến nhất, và bao gồm nhiều từ mượn từ tiếng Ả Rập. Tương tự, Djibouti có hai ngôn ngữ chính thức là tiếng Ả Rập và tiếng Pháp, và họ cũng công nhận một vài ngôn ngữ quốc gia; đa số dân chúng nước này nói tiếng Somalia và Afar, song tiếng Ả Rập cũng được sử dụng rộng rãi trong giao dịch và các hoạt động khác.Comoros có ba ngôn ngữ chính thức là tiếng Ả Rập, tiếng Comoros và tiếng Pháp; tiếng Comoros được nói phổ biến nhất còn tiếng Ả Rập có tính quan trọng về tôn giáo, và tiếng Pháp gắn với hệ thống giáo dục.
Tchad, Eritrea và Israel đều công nhận tiếng Ả Rập là một ngôn ngữ chính thức, song họ không phải là quốc gia thành viên của Liên đoàn Ả Rập, song cả Chad và Eritrea đều là các quốc gia quan sát viên và có một lượng lớn cư dân nói tiếng Ả Rập. Israel không phải là bộ phận của thế giới Ả Rập, theo một số định nghĩa, công dân người Ả Rập của Israel có thể đồng thời được nhìn nhận là một bộ phận cấu thành của thế giới Ả Rập. Iran có khoảng 1,5 triệu người nói tiếng Ả Rập. Người Ả Rập tại Iran chủ yếu tập trung tại Ahvaz thuộc tỉnh Khuzestan tại tây nam; những người khác sống trong tỉnh Bushehr và Hormozgan cùng thành phố Qom. Mali và Senegal công nhận Hassaniya là một ngôn ngữ quốc gia, đây là phương ngữ Ả Rập của dân tộc thiểu số Moor. Hy Lạp và Síp cũng công nhận tiếng Ả Rập Maron Síp theo Hiến chương châu Âu về các ngôn ngữ khu vực và thiểu số. Ngoài ra, Malta mặc dù không phải là bộ phận của thế giới Ả Rập, song tiếng Malta của đảo quốc này thân thuộc về ngữ pháp với tiếng Ả Rập Maghreb.

## Các quốc gia
| Quốc gia                             | Diện tích (hạng) | Diện tích (km²) | Diện tích (% tổng số) | Diện tích (Ghi chú)                                                  | Dân số (2018) | Dân số (xếp hạng thế giới) | Mật độ (hạng) | Mật độ (/km2) |
| ------------------------------------ | ---------------- | --------------- | --------------------- | -------------------------------------------------------------------- | ------------- | -------------------------- | ------------- | ------------- |
| Ai Cập                               | 6                | 1.002.000       | 7,6%                  | Không gồm Tam giác Hala'ib (20.580 km2).                             | 98.423.598    | 16                         | 9             | 99            |
| Algérie                              | 1                | 2.381.741       | 18,1%                 | Quốc gia lớn nhất tại châu Phi và thế giới Ả Rập.                    |               | 34                         | 17            | 16            |
| Ả Rập Xê Út                          | 2                | 2.149.690       | 16,4%                 | Quốc gia lớn nhất tại Trung Đông.                                    | 33.702.756    | 45                         | 19            | 13            |
| Bahrain                              | 22               | 758             | 0,005%                |                                                                      | 1.569.446     | 155                        | 1             | 1.646         |
| Các Tiểu vương quốc Ả Rập Thống nhất | 15               | 83.600          | 0,6%                  |                                                                      | 9.630.959     | 93                         | 8             | 99            |
| Comoros                              | 21               | 2.235           | 0,01%                 |                                                                      | 832.322       | 163                        | 4             | 309           |
| Djibouti                             | 16               | 23.200          | 0,1%                  |                                                                      | 958.923       | 159                        | 15            | 37            |
| Iraq                                 | 10               | 435.244         | 3,3%                  |                                                                      | 38.433.600    | 40                         | 12            | 70            |
| Jordan                               | 14               | 89.342          | 0,7%                  |                                                                      | 9.965.318     | 106                        | 11            | 71            |
| Kuwait                               | 17               | 17.818          | 0,1%                  |                                                                      | 4.137.312     | 134                        | 5             | 200           |
| Liban                                | 19               | 10.452          | 0,08%                 |                                                                      | 6.859.408     | 125                        | 3             | 404           |
| Libya                                | 4                | 1.759.540       | 11,4%                 |                                                                      | 6.678.559     | 103                        | 21            | 3,6           |
| Mauritania                           | 5                | 1.025.520       | 7,8%                  |                                                                      | 4.403.313     | 138                        | 22            | 3,2           |
| Maroc                                | 9                | 446.550         | 3,3%                  | bao gồm Tây Sahara (266.000 km²).                                    | 36.029.093    | 35                         | 10            | 79            |
| Oman                                 | 11               | 309.500         | 2,4%                  |                                                                      | 4.829.473     | 139                        | 20            | 9,2           |
| Palestine                            | 20               | 27.000          | 0,05%                 |                                                                      | 4.862.979     | 126                        | 2             | 687           |
| Qatar                                | 18               | 11.586          | 0,08%                 |                                                                      | 2.781.682     | 149                        | 6             | 154           |
| Somalia                              | 7                | 637.657         | 5,0%                  | Quốc gia có bờ biển dài nhất tại châu Phi và Liên đoàn Ả Rập.        | 15.008.226    | 80                         | 18            | 14            |
| Sudan                                | 3                | 1.861.484       | 14,2%                 | Từng là quốc gia rộng nhất châu Phi.                                 | 41.801.533    | 39                         | 16            | 16            |
| Syria                                | 12               | 185.180         | 1,4%                  | Bao gồm phần Cao nguyên Golan (1.200 km²) đang bị Israel chiếm đóng. | 16.945.057    | 55                         | 7             | 118           |
| Tunisia                              | 13               | 163.610         | 1,2%                  |                                                                      | 11.565.201    | 77                         | 13            | 65            |
| Yemen                                | 8                | 527.968         | 4,0%                  |                                                                      | 28.498.683    | 49                         | 14            | 45            |
| Liên đoàn Ả Rập                      | #                | 13.130.695      | #                     | #                                                                    | 406.691.829   |                            |               |               |

## Nhân khẩu
Trong thế giới Ả Rập, tiếng Ả Rập tiêu chuẩn hiện đại có vai trò là ngôn ngữ chính thức cấp nhà nước, nó có nguồn gốc từ tiếng Ả Rập cổ điển, và các phương ngữ Ả Rập được sử dụng làm ngôn ngữ chung. Nhiều ngôn ngữ độc lập khác cũng được sử dụng, chúng tồn tại từ trước khi tiếng Ả Rập được truyền bá. Điều này tương phản với tình hình trong thế giới Hồi giáo rộng lớn hơn, như tại Iran, Pakistan và Afghanistan, chữ viết Ba Tư-Ả Rập được sử dụng còn tiếng Ả Rập chủ yếu là ngôn ngữ tế lễ, song không có vị thế chính thức ở cấp quốc gia hoặc là một ngôn ngữ địa phương.
Người Ả Rập chiếm khoảng một phần tư trong số 1,5 tỉ người Hồi giáo trong thế giới Hồi giáo.

### Tôn giáo
Đa số dân chúng trong thế giới Ả Rập trung thành với Hồi giáo, và tôn giáo này có vị thế chính thức tại hầu hết các quốc gia trong số đó. Luật Shariah hiện diện một phần trong hệ thống tư pháp tại một số quốc gia (đặc biệt là bán đảo Ả Rập), trong khi các quốc gia khác có tư pháp thế tục. Đa số các quốc gia Ả Rập tin theo Hồi giáo Sunni, riêng Iraq và Bahrain có cộng đồng Hồi giáo Shia chiếm đa số, còn Liban, Yemen và Kuwait có một thiểu số Shia lớn. Tại Ả Rập Xê Út, các nhóm Ismail cũng tồn tại trong vùng Al-Hasa ở miền đông và thành phố Najran ở miền nam. Hồi giáo Ibadi được hành đạo tại Oman, tín đồ Ibadi chiếm khoảng 75% số người Hồi giáo tại Oman.
Ngoài ra còn có các tín đồ Cơ Đốc giáo trong thế giới Ả Rập, đặc biệt là tại Ai Cập, Syria, Liban, Iraq, Jordan và Palestine. Các cộng đồng Copt, Maronite và Assyria cô lập lần lượt tồn tại trong thung lũng sông Nin, Levant và miền bắc Iraq. Các cộng đồng người người Assyria, Armenia, Syriac-Arame và Cơ Đốc giáo Ả Rập phân bổ khắp Iraq, Syria, Liban và Jordan, nhiều cộng đồng bị thu hẹp do các xung đột khác nhau trong khu vực.
Các cộng đồng dân tộc-tôn giáo nhỏ hơn trên khắp thế giới Ả Rập bao gồm người Yazidi, Yarsan và Shabak (chủ yếu tại Iraq), Druze (chủ yếu tại Syria và còn có tại Liban, Jordan) và Mandaean (tại Iraq). Trước đây từng có một cộng đồng thiểu số Do Thái với quy mô đáng kể trên khắp thế giới Ả Rập, tuy nhiên xung đột Ả Rập-Israel thúc đẩy họ di cư hàng hoạt trong giai đoạn 1948–72. Ngày nay, vẫn còn các cộng đồng Do Thái nhỏ, như khoảng 3.000 người tại Maroc.
Trong quá khứ, chế độ nô lệ trong thế giới Hồi giáo phát triển từ những thực tiễn về chế độ nô lệ trong thế giới Ả Rập thời kỳ tiền Hồi giáo.

### Giáo dục
Theo UNESCO, tỷ lệ trung bình về người trưởng thành biết chữ (từ 15 tuổi) trong khu vực là 76,9%. Tại Mauritania và Yemen, tỷ lệ này thấp hơn nhiều mức trung bình với chỉ hơn 50%. Trong khi đó, Syria, Liban, Palestine và Jordan có tỷ lệ người trưởng thành biết chữ trên 90%. Tỷ lệ này được cải thiện đều đặn, và số lượng tuyệt đối người trưởng thành không biết chữ giảm từ 64 triệu xuống khoảng 58 triệu từ năm 1990 đến năm 2000-2004. Về tổng thể, chênh lệch giới tính về tỷ lệ biết chữ của người trưởng thành ở mức cao, và nữ giới chiếm hai phần ba số người không biết chữ. Chỉ số bình đẳng giới GPI trung bình về biết chữ của người trưởng thành là 0,72, và bất bình đẳng giới có thể nhận thấy tại Ai Cập, Maroc và Yemen. GPI của Yemen chỉ là 0,46 và tỷ lệ biết chữ của người trưởng thành là 53%.
Theo một nghiên cứu của Liên Hợp Quốc, trong thế giới Ả Rập, một cá nhân trung bình đọc bốn trang sách mỗi năm và cứ 12.000 dân thì có một đầu sách mới được phát hãnh mỗi năm. Quỹ Tư tưởng Ả Rập Al-Fikr AlArabi tường thuật rằng chỉ hơn 8% cư dân các quốc gia Ả Rập khao khát nhận được một nền tảng giáo dục.
Tỷ lệ biết chữ của thanh thiếu niên cao hơn người trưởng thành, tỷ lệ biết chữ của thanh thiếu niên (15–24 tuổi) tại khu vực Ả Rập tăng từ 63,9% lên 76,3% từ năm 1990 đến năm 2002. Tỷ lệ trung bình của các quốc gia Hội đồng Hợp tác vùng Vịnh là 94%, tiếp đến là Maghreb với 83,2% và Mashriq với 73,6%.

### Thành phố lớn
Danh sách các thành phố lớn nhất theo địa giới chính thức:
| Hạng | Quốc gia    | Thành phố        | Dân số     | Năm thành lập | Hình ảnh |
| ---- | ----------- | ---------------- | ---------- | ------------- | -------- |
| 1    | Ai Cập      | Cairo            | 16.225.000 | 969           |          |
| 2    | Iraq        | Baghdad          | 6.960.000  | 762 AD        |          |
| 3    | Ả Rập Xê Út | Riyadh           | 6.030.000  | 100–200       |          |
| 4    | Sudan       | Khartoum         | 5.345.000  | 1821          |          |
| 5    | Jordan      | Amman            | 4.995.000  | 1948          |          |
| 6    | Ai Cập      | Alexandria       | 4.870.000  | 331 TCN       |          |
| 7    | Kuwait      | Thành phố Kuwait | 4.660.000  | 1613          |          |
| 8    | Maroc       | Casablanca       | 4.370.000  | 768           |          |
| 9    | Ả Rập Xê Út | Jeddah           | 3.875.000  | 600 TCN       |          |
| 10   | UAE         | Dubai            | 3.805.000  |               |          |

## Lịch sử

### Lịch sử sơ khởi
Người Ả Rập trong lịch sử có nguồn gốc từ một nhóm Trung Semit trên bán đảo Ả Rập. Họ bành trướng ra bên ngoài bán đảo Ả Rập và hoang mạc Syria trong các cuộc chinh phục Hồi giáo vào thế kỷ 7 và 8. Lưỡng Hà bị chinh phục vào năm 633, Levant bị chinh phục từ 636 đến 640. Ai Cập bị chinh phục vào năm 639 và dần Ả Rập hoá trong giai đoạn trung đại, tiếng Ả Rập Ai Cập đặc trưng xuất hiện vào thế kỷ 16. Maghreb cũng bị chinh phục trong thế kỷ 7, và dần Ả Rập hoá dưới thời Fatima. Hồi giáo được đưa từ Ai Cập đến Sudan từ thế kỷ 8 đến thế kỷ 11. Văn hoá Sudan ngày nay dựa vào bộ lạc, một số là người Nubia, Beja thuần khiết hoặc văn hoá Ả Rập thuần khiết, và một số hoà trộn giữa các yếu tố Ả Rập và Nubia.

### Ottoman và thực dân
Đế quốc Abbas của người Ả Rập thất thủ trước Đế quốc Mông Cổ vào thế kỷ 13. Ai Cập, Levant và Hejaz cũng nằm dưới quyền cai trị của Vương quốc Mamluk do người Thổ lãnh đạo. Đến năm 1570, Đế quốc Ottoman của người Thổ kiểm soát hầu hết thế giới Ả Rập. Tuy nhiên, Maroc vẫn nằm dưới quyền của Vương triều Wattasi rồi Vương triều Saadi đều gốc Berber cho đến thế kỷ 17. Vương quốc Ajuran cũng thống trị phần phía nam của vùng Sừng châu Phi.
Tình cảm chủ nghĩa dân tộc Ả Rập trỗi dậy vào nửa cuối của thế kỷ 19 cùng với các chủ nghĩa dân tộc khác trong Đế quốc Ottoman đang suy yếu. Đến khi Đế quốc Ottoman sụp đổ do Chiến tranh thế giới thứ nhất, phần lớn thế giới Ả Rập nằm dưới quyền kiểm soát của các đế quốc thực dân châu Âu: Lãnh thổ Ủy trị Palestine, Lãnh thổ Ủy trị Iraq, Lãnh thổ bảo hộ Ai Cập thuộc Anh, Lãnh thổ bảo hộ Maroc thuộc Pháp, Libya thuộc Ý, Lãnh thổ bảo hộ Tunisia thuộc Pháp, Algérie thuộc Pháp, Lãnh thổ Ủy trị Pháp tại Syria và Liban và chính thể gọi là Các nhà nước Đình chiến gồm một số quốc gia bộ lạc tại vịnh Ba Tư.
Các nhà nước Ả Rập này chỉ giành được độc lập trong và sau Chiến tranh thế giới thứ hai: Cộng hoà Liban vào năm 1943, Cộng hoà Ả Rập Syria và Vương quốc Hashemite Jordan vào năm 1946, Vương quốc Libya vào năm 1951, Vương quốc Ai Cập vào năm 1952, Vương quốc Maroc và Tunisia vào năm 1956, Cộng hoà Iraq vào năm 1958, Cộng hoà Somalia vào năm 1960, Algeria vào năm 1962, và Các Tiểu vương quốc Ả Rập Thống nhất vào năm 1971. Lãnh thổ Ả Rập Xê Út bị chia cắt sau khi Đế quốc Ottoman sụp đổ, và được thống nhất dưới quyền Ibn Saud vào năm 1932. Vương quốc Mutawakkilite Yemen cũng ly khai trực tiếp từ Đế quốc Ottoman vào năm 1918. Oman được tự quản kể từ thế kỷ 8, song từng bị gián đoạn trong thời gian ngắn dưới quyền cai trị của người Ba Tư và Bồ Đào Nha.

### Hiện đại
Liên đoàn Ả Rập được thành lập vào năm 1945 nhằm đại diện cho các lợi ích của người Ả Rập, đặc biệt là nhằm thúc đẩy thống nhất chính trị của thế giới Ả Rập, một kế hoạch được gọi là chủ nghĩa liên Ả Rập. Từng có một số nỗ lực ngắn ngủi nhằm mục đích thống nhất như vậy vào giữa thế kỷ 20, đáng chủ ý là Cộng hòa Ả Rập Thống nhất từ năm 1958 đến năm 1961. Trụ sở thường trực của liên đoàn đặt tại Cairo, song được tạm thời chuyển đến Tunis trong thập niên 1980 sau khi Ai Cập bị trục xuất do ký kết Hoà ước Trại David với Israel vào năm 1978. Chủ nghĩa liên Ả Rập hầu như đã bị từ bỏ từ thập niên 1980, và bị thay thế bằng chủ nghĩa liên Hồi giáo, và các chủ nghĩa dân tộc riêng lẻ khác.
Các thế lực thực dân châu Âu quan tâm hạn chế đối với thế giới Ả Rập, Đế quốc Anh quan tâm nhất đến kênh đào Suez do đây là một tuyến đường đến Ấn Độ thuộc Anh. Tình hình kinh tế và địa chính trị của thế giới Ả Rập thay đổi đột ngột sau khi khám phá được các trữ lượng dầu mỏ lớn trong thập niên 1930, cùng với đó là gia tăng mạnh nhu cầu dầu mỏ tại phương Tây do cách mạng công nghiệp lần thứ hai. Vịnh Ba Tư đặc biệt phong phú về loại nguyên liệu thô chiến lược này: Năm quốc gia ven vịnh Ba Tư là Ả Rập Xê Út, Iraq, Các Tiểu vương quốc Ả Rập Thống nhất, Kuwait và Qatar nằm trong mười quốc gia xuất khẩu dầu mỏ hoặc khí đốt lớn nhất thế giới. Tại Bắc Phi, Algeria và Libya là các quốc gia xuất khẩu dầu khí quan trọng. Ngoài ra, Bahrain, Ai Cập, Tunisia và Sudan cũng có các trữ lượng dầu khí nhỏ nhưng đáng kể. Dầu khí có tác động quan trọng đối với chính trị khu vực, thường tạo điều kiện xuất hiện quốc gia lợi tức, dẫn đến bất bình đẳng về kinh tế giữa các quốc gia giàu dầu mỏ và nghèo dầu mỏ, và dẫn đến nhập khẩu lao động quy mô lớn. Thế giới Ả Rập được cho là sở hữu khoảng 46% trữ lượng dầu mỏ được chứng minh của thế giới và một phần tư trữ lượng khí đốt thiên nhiên của thế giới.
Chủ nghĩa Hồi giáo và chủ nghĩa liên Hồi giáo trỗi dậy trong thập niên 1980. Đảng Hồi giáo chiến binh Hezbollah tại Liban được thành lập vào năm 1982. Chủ nghĩa khủng bố Hồi giáo trở thành một vấn đề trong thế giới Ả Rập từ thập niên 1970 đến thập niên 1980. Anh em Hồi giáo hoạt động tại Ai Cập kể từ năm 1928, các hành động quân sự của họ hạn chế trong các nỗ lực ám sát giới lãnh đạo chính trị.
Sự kiện thành lập Nhà nước Israel vào năm 1948 làm nảy sinh xung đột Ả Rập-Israel, một trong các cuộc xung đột địa chính trị lớn nhất chưa được giải quyết. Các quốc gia Ả Rập từng tham gia một số cuộc chiến với Israel và các đồng minh phương Tây của Israel từ năm 1948 đến năm 1973, trong đó có Chiến tranh Ả Rập-Israel 1948, Khủng hoảng Kênh đào Suez 1956, Chiến tranh Sáu ngày1967, Chiến tranh Yom Kippur 1973. Hiệp định Hoà bình Ai Cập-Israel được ký kết vào năm 1979.
Chiến tranh Iran–Iraq kéo dài từ tháng 9 năm 1980 đến tháng 8 năm 1988, đây là cuộc chiến tranh quy ước dài thứ nhì trong thế kỷ 20. Cuộc chiến khởi đầu khi Iraq xâm chiếm Iran sau một thời gian dài tranh chấp biên giới, và lo ngại về cuộc nổi loạn của người Hồi giáo Shia chiếm đa số tại Iraq. Iraq cũng đặt mục tiêu thay thế Iran để trở thành quốc gia chi phối trong vịnh Ba Tư. Tuy nhiên, Iraq chỉ tiến quân hạn chế vào lãnh thổ Iran và nhanh chóng bị người Iran đẩy lui và sau đó phản công.
Nội chiến Liban là cuộc xung đột nhiều phương diện tại Liban, kéo dài từ năm 1975 đến năm 1990 và kết quả là khoảng 120.000 người thiệt mạng. Chiến tranh Tây Sahara là một cuộc đấu tranh vũ trang giữa Mặt trận Polisario Sahrawi với Maroc từ năm 1975 đến năm 1991, là giai đoạn quan trọng nhất trong xung đột Tây Sahara. Xung đột bùng phát sau khi thực dân Tây Ban Nha rút đi và binh sĩ Maroc tiến vào Tây Sahara, còn Mặt trận Polisario muốn lập một quốc gia độc lập trên lãnh thổ này. Nội chiến Somalia bắt đầu từ năm 1991, khi một liên minh các tổ chức chống đối có vũ trang lật đổ chính phủ quân sự nắm quyền từ lâu. Các phe phái khác nhau sau đó bắt đầu cạnh tranh để giành ảnh hưởng trong khoảng trống quyền lực.
Ngày nay, các quốc gia Ả Rập có đặc điểm là những người cai trị chuyên quyền và thiếu kiểm soát dân chủ. Chỉ số dân chủ 2016 phân loại Liban, Iraq, Palestine là "chế độ hỗn hợp", Tunisia là "chế độ dân chủ không hoàn thiện", và toàn bộ các quốc gia Ả Rập còn lại là "chế độ độc tài". Tương tự, báo cáo của Freedom House vào năm 2011 phân loại Comoros và Mauritanie là "chế độ dân chủ tuyển cử", Liban, Kuwait và Maroc là "tự do một phần", và các quốc gia Ả Rập còn lại là "không tự do".
Quân đội Iraq xâm chiếm Kuwait vào năm 1990, dẫn đến Chiến tranh vùng Vịnh 1990-1991. Ai Cập, Syria và Ả Rập Xê Út gia nhập một liên quan đa quốc gia chống Iraq. Jordan và Palestine thể hiện ủng hộ Iraq, dẫn đến căng thẳng trong quan hệ giữa nhiều quốc gia Ả Rập. Sau chiến tranh, thứ gọi là "Tuyên ngôn Damascus" chính thức hoá một liên minh hành động phòng thủ Ả Rập chung trong tương lai giữa Ai Cập, Syria và các quốc gia Hội đồng Hợp tác vùng Vịnh.
Đầu thế kỷ 21, một chuỗi sự kiện đã làm mất ổn định một cách rõ ràng các chế độ độc tài được thành lập từ thập niên 1950 trong thế giới Ả Rập. Cuộc tấn công Iraq 2003 khiến chế độ Baath sụp đổ và hành quyết Saddam Hussein. Một tầng lớp công dân trẻ tuổi, có giáo tục và thế tục ngày càng phát triển, họ có khả năng tiếp cận truyền thông hiện đại như internet và bắt đầu hình thành lực lượng thứ ba bên cạnh cuộc phân đôi truyền thống giữa chủ nghĩa liên Ả Rập và chủ nghĩa liên Hồi giáo. Các cuộc kháng nghị của quần chúng trên khắp thế giới Ả Rập từ cuối thập niên 2010 cho đến nay đã chống đối trực tiếp giới lãnh đạo chuyên quyền và tham nhũng chính trị gắn với họ, đi cùng với yêu cầu về các quyền lợi dân chủ hơn. Hai cuộc xung đột bạo lực nhất và kéo dài nhất trong Mùa xuân Ả Rập là Nội chiến Libya và Nội chiến Syria.

## Nhà nước và lãnh thổ

### Hình thức chính phủ
Các hình thức nhà nước khác biệt đều có đại diện trong thế giới Ả Rập: Một số quốc gia theo chế độ quân chủ: Ả Rập Xê Út, Bahrain, Các Tiểu vương quốc Ả Rập Thống nhất, Jordan, Kuwait, Morocco, Oman và Qatar. Các quốc gia khác theo chế độ cộng hoà, song các cuộc bầu cử dân chủ thường bị nhìn nhận là dàn xếp, do gian lận hay đe doạ các đảng đối lập, hạn chế nghiêm trọng tự do dân sự và bất đồng chính trị, ngoại lệ là Liban, Tunisia, Palestine và gần đây là Mauritania.
Sau Chiến tranh thế giới thứ hai, chủ nghĩa liên Ả Rập tìm cách thống nhất toàn bộ các quốc gia nói tiếng Ả Rập thành một thực thể chính trị. Chỉ có Syria, Iraq, Ai Cập, Sudan, Tunisia, Libya và Bắc Yemen từng cân nhắc tham gia Cộng hoà Ả Rập Thống nhất. Phân chia trong lịch sử, ganh đua trong chủ nghĩa dân tộc địa phương, và khoảng cách địa lý là những nguyên nhân chính khiến chủ nghĩa liên Ả Rập thất bại. Chủ nghĩa dân tộc Ả Rập là một thế lực mạnh mẽ khác trong khu vực, đạt đỉnh cao vào giữa thế kỷ 20 và được nhiều nhà lãnh đạo tuyên bố, gồm tại Ai Cập, Algeria, Libya, Syria và Iraq. Các nhà lãnh đạo theo chủ nghĩa dân tộc Ả Rập trong giai đoạn này gồm Gamal Abdel Nasser của Ai Cập, Ahmed Ben Bella của Algeria, Michel Aflaq, Salah al-Din al-Bitar, Zaki al-Arsuzi, Constantin Zureiq và Shukri al-Kuwatli của Syria, Ahmed Hassan al-Bakr của Iraq, Habib Bourguiba của Tunisia, Mehdi Ben Barka của Maroc và Shakib Arslan của Liban. Các nhà lãnh đạo theo chủ nghĩa dân tộc Ả Rập gần đây hơn là Muammar al-Gaddafi của Libya, Hafez al-Assad và Bashar al-Assad của Syria.
Các quốc gia Ả Rập thường duy trì quan hệ mật thiết song phát triển và củng cố các bản sắc dân tộc riêng biệt, với các thực tế xã hội, lịch sử và chính trị trong 60 năm qua. Điều này biến ý tưởng về một quốc gia-dân tộc liên Ả Rập ngày càng ít khả thi. Ngoài ra, việc bùng phát Hồi giáo chính trị dẫn đến nhấn mạnh hơn vào chủ nghĩa liên Hồi giáo thay vì bản sắc liên Ả Rập trong một số nhóm Hồi giáo Ả Rập. Chủ nghĩa dân tộc Ả Rập từng phản đối các phong trào Hồi giáo vì chúng là mối đe doạ đối với thế lực của họ, và nay đối phó với chúng khác nhau vì lý do hiện thực chính trị.

### Biên giới hiện tại
Nhiều đường biên giới hiện nay trong thế giới Ả Rập được các thế lực đế quốc châu Âu vạch ra vào thế kỷ 19 và đầu thế kỷ 20. Tuy nhiên, một số nước như Ai Cập và Syria có lịch sử duy trì biên giới địa lý được xác định, và biên giới nhà nước hiện nay gần tương đương. Sử gia Ai Cập thế kỷ 14 là Al-Maqrizi từng định nghĩa biên giới Ai Cập trải dài từ Địa Trung Hải tại phía bắc đến hạ Nubia tại phía nam; và giữa biển Đỏ tại phía đông đến các ốc đảo tại của sa mạc Tây/Libya.
Trong các thời điểm khác nhau, các quốc vương, emir hay sheikh trở thành những người cai trị bán tự trị của các quốc gia dân tộc mới thành lập, thường được chọn từ thế lực đế quốc vạch biên giới mới. Nhiều quốc gia châu Phi không giành được độc lập cho đến thập niên 1960 từ Pháp sau các cuộc nổi dậy đổ máu vì quyền tự do. Những cuộc đấu tranh này được giải quyết khi thế lực đế quốc chấp thuận hình thức độc lập, do đó hầu như toàn bộ biên giới của họ được duy trì. Một số đường biên giới được thoả thuận mà không có tư vấn của các cá nhân phục vụ cho lợi ích thực dân của Anh hay Pháp.

### Kinh tế
Các quốc gia Ả Rập hầu hết đều là các quốc gia đang phát triển, và có nguồn thu xuất khẩu từ dầu khí, hoặc bán các nguyên liệu thô khác. Trong những năm gần đây, thế giới Ả Rập có tăng trưởng kinh tế đáng kể, phần lớn là nhờ giá dầu khí tăng cao, như tăng gấp ba lần từ năm 2001 đến năm 2006, song cũng nhờ các nỗ lực của một số quốc gia nhằm đa dạng hoá nền tảng kinh tế của họ. Sản xuất công nghiệp đã tăng lên, như lượng thép sản xuất từ năm 2004 đến năm 2005 tăng từ 8,4 lên 19 triệu tấn. Tuy nhiên, con số 19 triệu tấn vẫn chỉ chiếm 1,7% sản lượng thép toàn cầu, và vẫn kém sản lượng của các quốc gia như Brasil.
Các tổ chức kinh tế chính trong thế giới Ả Rập là Hội đồng Hợp tác vùng Vịnh (GCC) gồm các quốc gia Ả Rập ven vịnh Ba Tư, và Liên minh Ả Rập Maghreb (UMA) gồm các quốc gia Bắc Phi. GCC đạt được một số thành công trong lĩnh vực tài chính và tiền tệ, bao gồm các dự án nhằm hình thành một tiền tệ chung trong vùng vịnh Ba Tư. Từ khi thành lập vào năm 1989, thành tựu quan trọng nhất của UMA là xây dựng một tuyến xa lộ dài 7.000 km băng qua Bắc Phi từ Mauritania đến biên giới Libya-Ai Cập. Trong những năm gần đây, có các thuật ngữ mới được tạo ra để xác định một khu vực kinh tế lớn hơn: MENA (Trung Đông và Bắc Phi) ngày càng trở nên thông dụng, đặc biệt là nhờ ủng hộ của chính quyền Hoa Kỳ.
Tính đến tháng 8 năm 2009, theo như tường thuật thì Ả Rập Xê Út là nền kinh tế Ả Rập mạnh nhất theo Ngân hàng Thế giới. Ả Rập Xê Út đứng đầu về tổng GDP, đây là nền kinh tế lớn thứ 11 châu Á. Các quốc gia Ả Rập tiếp theo là Ai Cập và Algeria, họ cũng là các nền kinh tế lớn thứ nhì và ba tại châu Phi (sau Nam Phi) vào năm 2006, Xét theo GDP bình quân thì Qatar là quốc gia giàu có nhất thế giới.
Tổng GDP của các quốc gia Ả Rập vào năm 1999 là 531,2 tỉ USD. Tính tổng cộng các số liệu thì tổng GDP của thế giới Ả Rập ước tính ít nhất là 2,8 nghìn tỉ USD vào năm 2011. Chỉ thấp hơn Hoa Kỳ, Trung Quốc, Nhật Bản và Đức.

## Địa lý
Thế giới Ả Rập có diện tích trên 13 triệu km², gồm Bắc Phi và một phần Đông Bắc Phi và Tây Nam Á. Phần thuộc châu Á của thế giới Ả Rập gọi là Mashriq. Algeria, Maroc, Tunisia, Libya và thường là cả Mauritania được gọi là Maghreb hay Maghrib, còn Ai Cập và Sudan được gọi là thung lũng Nin, Ai Cập là một quốc gia liên lục địa do bán đảo Sinai thuộc về châu Á.
Thuật ngữ "Ả Rập" thường có nghĩa là Trung Đông, song Bắc Phi là phần lớn hơn và đông dân hơn trong thế giới Ả Rập. Phần này có diện tích tám triệu km², với Algeria (2,4 triệu km²) và Sudan (1,9 triệu km²). Quốc gia rộng lớn nhất tại phần Trung Đông Ả Rập là Ả Rập Xê Út (2 triệu km²). Quốc gia Ả Rập nhỏ nhất trên lục địa Bắc Phi và Trung Đông là Liban (10.452 km²), còn quốc gia Ả Rập nhỏ nhất là Bahrain (665 km²).
Mọi quốc gia Ả Rập đều có giáp biển, ngoại trừ vùng Ả Rập tại miền bắc Chad. Iraq gần như không giáp biển do chỉ có một lối tiếp cận rất nhỏ ra vịnh Ba Tư.
Biên giới chính trị của thế giới Ả Rập tạo ra các cộng đồng thiểu số Ả Rập trong các quốc gia phi Ả Rập tại vùng Sahel và Sừng châu Phi cũng như tại Síp, Thổ Nhĩ Kỳ và Iran; song cũng tạo ra các cộng đồng thiểu số phi Ả Rập trong các quốc gia Ả Rập. Tuy nhiên, địa lý cơ bản về biển, hoang mạc và núi tạo ra biên giới tự nhiên bền vững cho khu vực.
Phần thế giới Ả Rập thuộc châu Phi bao gồm toàn bộ phần phía bắc của lục địa này. Bộ phận này giáp với biển ở ba phía là tây, bắc và đông, và giáp với hoang mạc hoặc đất bụi hoang mạc ở phía nam. Đường bờ biển giáp Đại Tây Dương dài khoảng 2000 km. Nouakchott là thủ đô cực tây của thế giới Ả Rập và nằm trên rìa Đại Tây Dương của Sahara.
Phần thế giới Ả Rập thuộc châu Á gồm có bán đảo Ả Rập, hầu hết Levant (ngoại trừ Síp và Israel), hầu hết Lưỡng Hà (ngoại trừ các phần thuộc Thổ Nhĩ Kỳ và Iran) và vùng vịnh Ba Tư. Bán đảo Ả Rập gần giống với một hình chữ nhật nghiêng về bờ biển Đông Bắc Phi, có trục hướng đến Thổ Nhĩ Kỳ và châu Âu.